# Kanton Prahecq
Kanton Prahecq (fr. Canton de Prahecq) je francouzský kanton v departementu Deux-Sèvres v regionu Poitou-Charentes. Skládá se z osmi obcí.

## Obce kantonu
- Aiffres
- Brûlain
- Fors
- Juscorps
- Prahecq
- Saint-Martin-de-Bernegoue
- Saint-Romans-des-Champs
- Vouillé